# Núvols de Kordylewski
Els núvols de Kordylewski són grans concentracions de pols còsmica que existeixen als punts lagrangians L₄ i L₅ del sistema Terra-Lluna. Se n'informà per primer cop l'astrònom polonès Kazimierz Kordylewski a la dècada de 1960, i es confirmà la seva existència l'octubre del 2018.